# Elizabeth Bowes-Lyon
Lady Elizabeth Angela Marguerite Bowes-Lyon (London, 4. kolovoza 1900. – Windsor, 30. ožujka 2002.) je bila supruga kralja Đura VI. te tako kraljica Ujedinjenog Kraljevstva. 
Nakon njegove smrti postala je poznata kao kraljica Elizabeth, kraljica majka, da bi se izbjegla zabuna s njenom starijom kćeri, vladajućom kraljicom Elizabetom II. Prije nego što je njen suprug postao kralj, od 1923. do 1936., nosila je titulu vojvotkinje od Yorka. Bila je posljednja kraljica Irske i carica Indije.
Rođena je u plemićkoj škotskoj obitelji a udala se za Alberta, vojvodu od Yorka i drugog sina kralja Đura V. i njegove kraljice, Mary od Tecka. Prihvatila se brojnih društvenih obaveza, ali većinom je vrijeme provodila među obitelji čuvajući tradicionalne obiteljske vrijednosti srednje klase. 1936. godine je iznenadno postala kraljica supruga kada je njen zet abdicirao da bi mogao oženiti svoju ljubavnicu, Amerikanku Wallis Simpson, koja je već iza sebe imala dva propala braka.
Kao kraljica, svog muža je pratila na diplomatska putovanja u Francusku i Sjevernu Ameriku pred Drugi svjetski rat. Tijekom rata njen naoko nedominantni karakter je pružao stalnu podršku britanskom narodu, čak do te mjere da ju je Adolf Hitler opisao kao "najopasniju ženu u Europi". Ostala je upamćena po svojim vatrenim ogovaranjem Hitlera i njegovog režima. Nakon rata, zdravlje njenog muža se pogoršalo i ostala je udovica u dobi od 51 godine. 
U svojim kasnijim godinama bila je popularan član obitelji koja je uvijek nosila bezbrižni osmijeh i time pružala osjećaj stabilnog kontinuiteta. Samo nakon bolesti i smrti njene mlađe kćeri, Margaret, pokazale se neraspoloženom. Umrla je šest tjedana nakon Margaret sa 101 godinu.